# Mesolita ephippiata
Mesolita ephippiata là một loài bọ cánh cứng trong họ Cerambycidae.